# Pfitsch
Pfitsch är en kommun i provinsen Sydtyrolen i regionen Trentino-Sydtyrolen i Italien. Kommunen hade 3 093 invånare (2018).